# Pani ambasador
Pani ambasador (ang. The Ambassador, 1998–1999) – brytyjski serial sensacyjny stworzony przez Russella Lewisa.
Światowa premiera serialu miała miejsce 4 stycznia 1998 roku na kanale BBC One. Ostatni odcinek został wyemitowany 30 maja 1999 roku. W Polsce serial nadawany był dawniej na nieistniejącym kanale TVP3.

## Obsada
- Pauline Collins jako Harriet Smith
- Denis Lawson jako John Stone
- Tom Connolly jako Sam Smith
- William Chubb jako Stephen Tyler
- Owen Roe jako Kevin Flaherty
- Dominic Mafham jako Julian Wadham (I seria)
- Tim Matthews jako Nate Smith (I seria)
- Alison McKenna jako Jennifer (I seria)
- Sara Markland jako Becky (I seria)
- Eve Matheson jako Catherine Grieve (II seria)
- Sinead Clarkin jako Susan (II seria)
- Gina Moxley jako Eileen (II seria)

## Spis odcinków
| N/o            | Tytuł angielski            |
| -------------- | -------------------------- |
|                |                            |
| SERIA PIERWSZA |                            |
|                |                            |
| 01             | Pilot                      |
|                |                            |
| 02             | Refugee                    |
|                |                            |
| 03             | Nine Tenths of the Law     |
|                |                            |
| 04             | A Cluster of Betrayals     |
|                |                            |
| 05             | Trade                      |
|                |                            |
| 06             | Playing God                |
|                |                            |
| SERIA DRUGA    |                            |
|                |                            |
| 07             | The Road to Nowhere        |
|                |                            |
| 08             | Vacant Possession          |
|                |                            |
| 09             | A Foreign Affair           |
|                |                            |
| 10             | Cost Price                 |
|                |                            |
| 11             | Unholy Alliance            |
|                |                            |
| 12             | A Matter of Life and Death |
|                |                            |
| 13             | Getting Away with Murder   |
|                |                            |